# 第23回競輪祭
第23回競輪祭（だい23かい けいりんさい）は、1981年に小倉競輪場で行われた。

## 決勝戦
- 全日本競輪王戦　11月24日（火）

| 着順 | 車番 | 選手       | 登録地 |
| ---- | ---- | ---------- | ------ |
| 1    | 1    | 中野浩一   | 福岡県 |
| 2    | 7    | 高橋健二   | 愛知県 |
| 3    | 4    | 尾崎雅彦   | 東京都 |
| 4    | 3    | 荒川秀之助 | 宮城県 |
| 5    | 6    | 服部良一   | 熊本県 |
| 6    | 9    | 菅田順和   | 宮城県 |
| 7    | 8    | 片岡克巳   | 岡山県 |
| 8    | 2    | 山口健治   | 熊本県 |
| 失   | 5    | 井上茂徳   | 佐賀県 |

- 配当 
  - 連勝単式 1－5　1000円

### レース概要
菅田ー尾崎ー山口ー荒川、高橋、片岡ー中野ー井上ー服部の順で周回が進む。赤板前から片岡が上昇すると菅田が突っ張って先制。高橋がまくり上げると、中野は併走の最終1角から片岡を捨てて併せて捲り上げ、あっという間に菅田を捲り切った。４角で先頭に立った中野に対し、直線では、内から高橋、外から尾崎が迫る3選手のデッドヒート。ゴール線上では中野と高橋が並んで見えたが、わずかに中野が制し、節間成績全て１着の完全優勝、そして、2年連続3度目の競輪王となった。
なお、11月22日（日）に決勝戦が行われた、全日本新人王戦は、北村徹（熊本県）が優勝した。